# احمد مانع النوبی
احمد مانع النوبی (عربی: احمد مانع النوبي؛ زادهٔ ۹ آوریل ۱۹۸۸) بازیکن فوتبال اهل عمان است.
از باشگاه‌هایی که در آن بازی کرده‌است می‌توان به باشگاه فوتبال ظفار و باشگاه ورزشی النصر اشاره کرد.
وی همچنین در تیم ملی فوتبال عمان بازی کرده‌است.